# Geo Storm
La Geo Storm est une automobile produite par Geo de 1990 à 1993. C'est une berline 3 portes qui est aussi déclinée en coupé. 

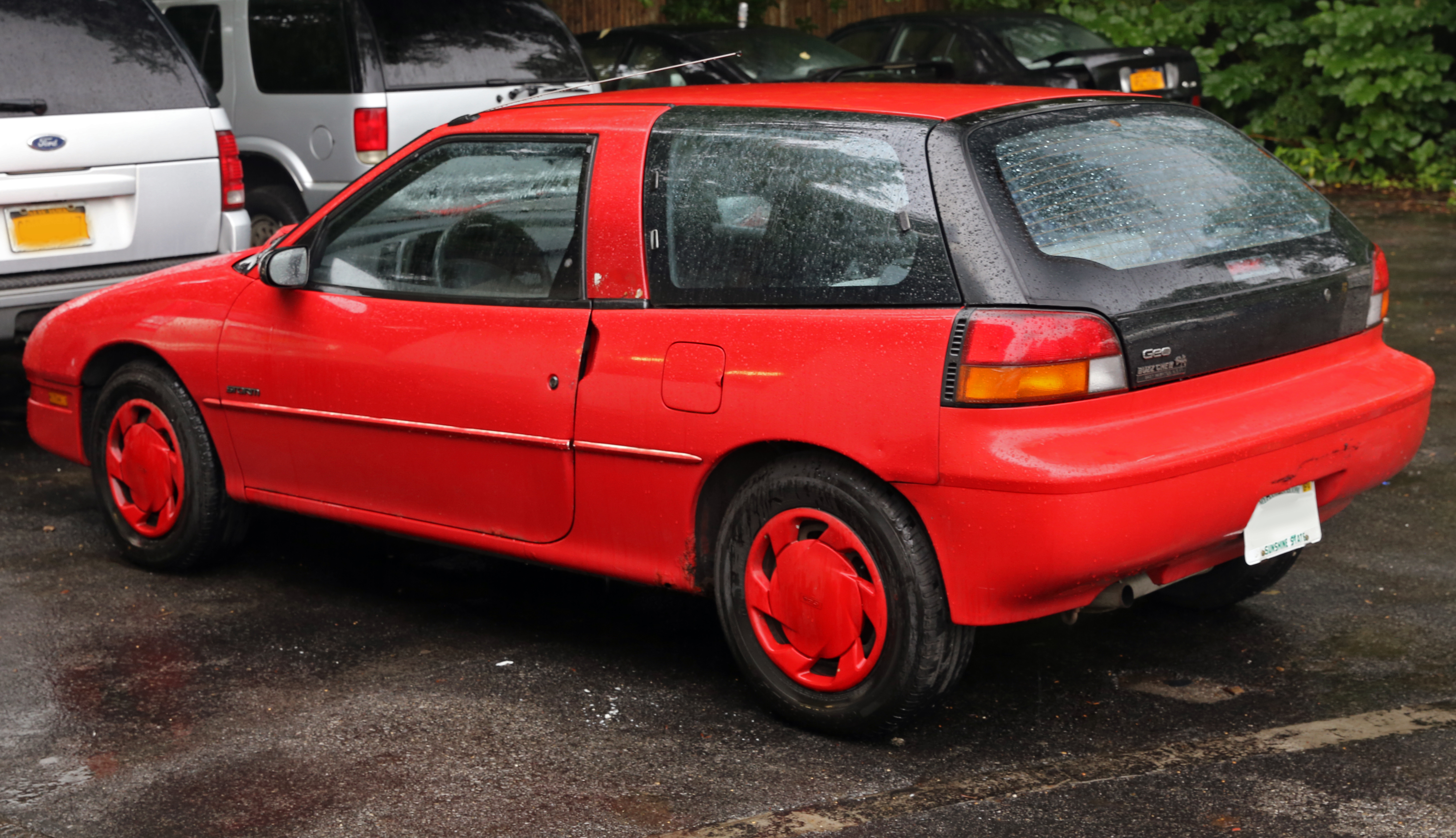
Geo Storm 3 portes

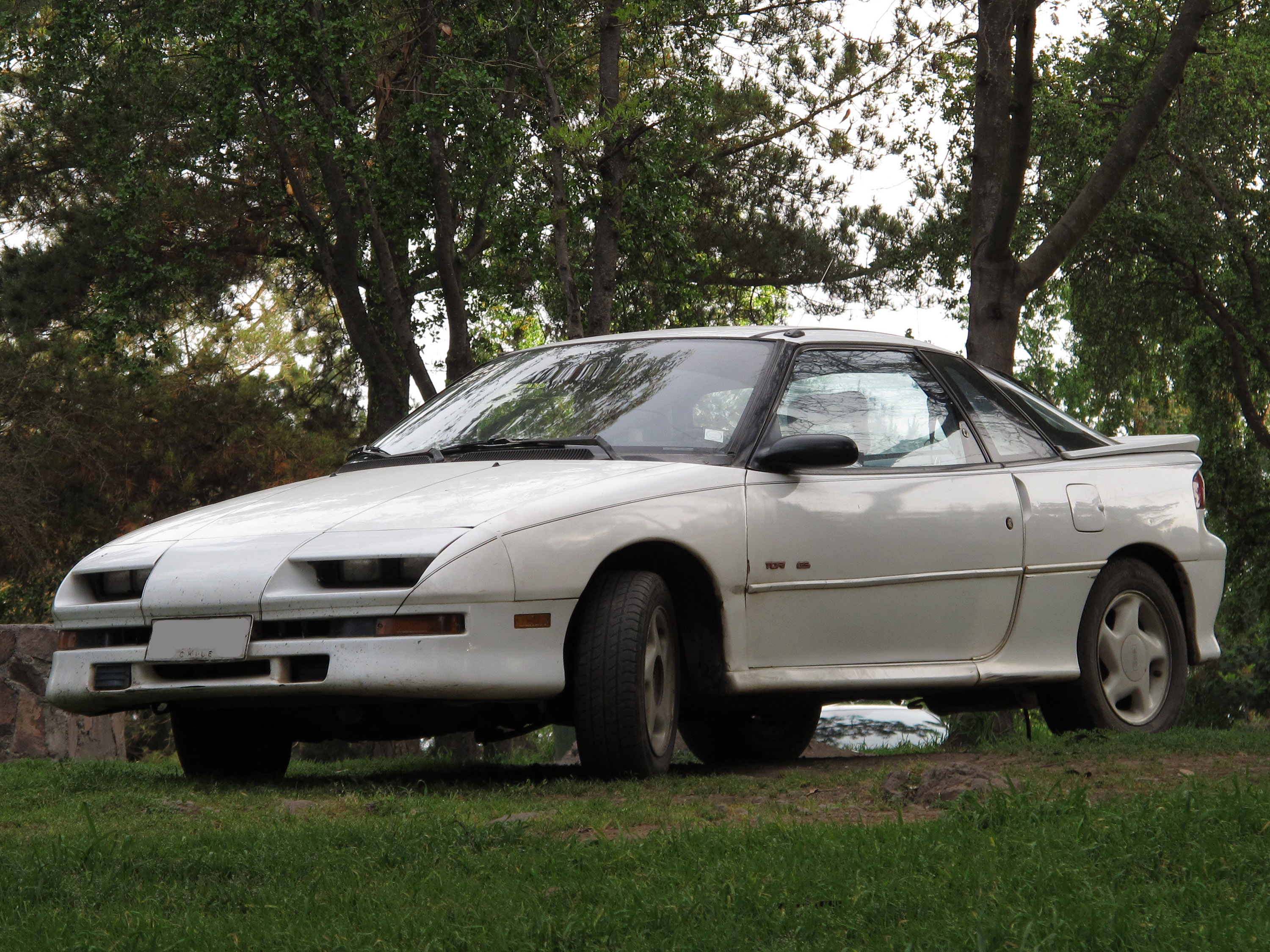
Geo Storm Coupé